# Musca sorbens
Musca sorbens este o specie de muște din genul Musca, familia Muscidae, descrisă de Christian Rudolph Wilhelm Wiedemann în anul 1830. Conform Catalogue of Life specia Musca sorbens nu are subspecii cunoscute.